# Prewała
Prewała (bułg. Превала) – wieś w Bułgarii, w obwodzie Montana, w gminie Cziprowci. Według danych szacunkowych Ujednoliconego Systemu Ewidencji Ludności oraz Usług Administracyjnych dla Ludności, 15 czerwca 2020 roku miejscowość liczyła 410 mieszkańców.